# Ingemar Lind
Claes Ingemar Bogislaus Lind, född 3 januari 1934 i Kalmar, död 3 oktober 2015 i Linköping, var en svensk professor i matematik. Han var rektor för Örebro högskola 1990–1999.
Ingemar Lind var son till byråföreståndare Gösta Lind och Ninni, född Löfstedt. 
Lind började studerade vid Uppsala universitet 1952 och blev 1962 filosofie doktor i matematik. Under studietiden i Uppsala var han även engagerad i kårlivet och var förste kurator vid Kalmar nation 1958 och vice ordförande för universitetets studentkår 1963. Mellan 1955 och 1959 arbetade Lind som byråsekreterare vid Försvarets radioanstalt och 1957–1967 assisterande och biträdande lärare vid Uppsala universitet. Mellan 1967 och 1990 var han universitetslektor vid Linköpings universitet och arbetade  i olika ledningsfunktioner under 1970- och 80-talen. 
1990 tillträdde Ingemar Lind som rektor vid Högskolan i Örebro och spelade sedan en avgörande roll för att högskolan fick universitetsstatus 1999. När han lämnade skolan blev han av regeringen utsedd till ensamutredare av högskolans styrning. Mellan 2001 och 2007 var han styrelseordförande för Högskolan Väst. Lind var även vice ordförande i Rådet för forskning om universitet och högskolor samt initierade Sveriges universitets- och högskoleförbund tillsammans med Stig Strömholm. Tillsammans med Thorsten Nybom och Stig Forneng startade han Urank som rankar de 31 största lärosätena i Sverige.
2005 utkom Linds bok Akademisk resa som beskriver den omvandling som skett inom det svenska universitets- och högskoleväsendet under de senaste femtio åren. 1999 tilldelades han professors namn och 2001 fick han Linköpings universitets förtjänstmedalj.
Ingemar Lind var från 1959 fram till sin död 2015 gift med psykologen Inger Lind.